# Autoreille
Autoreille település Franciaországban, Haute-Saône megyében. Lakosainak száma 384 fő (2022. január 1.). Autoreille Gy, Avrigney-Virey, Charcenne, Courcuire, Gézier-et-Fontenelay és Pin községekkel határos.

## Népesség
A település népességének változása:
| Lakosok száma | 313  | 320  | 332  | 337  | 345  | 355  | 365  | 375  | 384  |
|               | 2013 | 2015 | 2016 | 2017 | 2018 | 2019 | 2020 | 2021 | 2022 |